# 1000 способов умереть
«1000 способов умереть» (англ. 1000 Ways to Die) — американский телесериал в жанре документальной драмы. Премьера сериала состоялась 14 мая 2008 года на канале Spike.
В сериале реконструируются события, приведшие к необычным смертям. Факты взяты из реальной жизни, а каждый эпизод комментируется экспертами. Иногда авторы сериала берут интервью у очевидцев или участников того или иного происшествия, которое позднее легло в основу очередного эпизода. Голос и закадровые комментарии зачастую носят насмешливый и ироничный характер, а реконструируемые события показаны с чёрным юмором.
В России сериал показывали в 2014 году на канале «2x2» поздней ночью.
На русский язык фильм озвучивал Андрей Кравец, диктор из Санкт-Петербурга (в англоязычном оригинале эпизоды сериала озвучивали несколько чтецов, в том числе известный актёр Рон Перлман).

## Сезоны
| Сезон   | Эпизоды | Дата премьеры  | Дата окончания  |
| ------- | ------- | -------------- | --------------- |
| Сезон 1 | 12      | 14 мая 2008    | 5 апреля 2009   |
| Сезон 2 | 12      | 6 декабря 2009 | 24 февраля 2010 |
| Сезон 3 | 42      | 3 августа 2010 | 29 февраля 2012 |
| Сезон 4 | 8       | 12 марта 2012  | 15 июля 2012    |